# ジェイディッド
「ジェイディッド」（Jaded）は、アメリカのロックバンド、グリーン・デイの楽曲。バンドの4枚目のアルバム『インソムニアック』に収録。シングルカットされた。
作詞はビリー・ジョー・アームストロング、作曲はグリーン・デイ。

## 概要
ビリーのエレキギター、トレ・クールのドラム、マイク・ダーントのベースによりパンク風のアレンジで演奏される。アルバムで前に収録されている曲「ブレイン・シチュー」からそのまま続くような構成になっており、シングルでは2曲のメドレーとして収録され、発売された。バンドのコンピレーション・アルバム『インターナショナル・スーパーヒッツ!』にも収録されている。
また、この曲にはミュージック・ビデオが作成されており、DVD『インターナショナル・スーパーヒッツ・ビデオ!』で視聴できる。
バンドのライヴでも演奏されている。